# Мавзолей Бала-би
Мавзолей Бала-би (каз. Бала би кесенесі) — памятник архитектуры конца XIX века в городе Туркестане. Входит в список памятников истории и культуры местного значения Туркестанской области.

## Архитектура
Мавзолей сложен из жжённого кирпича, в традиционном стиле небольших купольных сооружений, характерном для южных областей Казахстана. Однокамерное, квадратное в плане сооружение перекрыто куполом. Фасады равнозначны, оформлены угловыми лопатками-пилястрами, использована фактура кирпичной кладки. В дверном и оконных проёмах установлены кованые решётки. Интерьер не оштукатурен и решён с сохранением кирпичной фактуры стен.